# Перехват (фильм, 1986)
«Перехват» — советский приключенческий боевик 1986 года, снятый режиссёром Сергеем Тарасовым на киностудии «Мосфильм». Кинофильм рассказывает о борьбе советской и американской разведок.

## Сюжет
Агент ЦРУ Стив Брюстнер (Владимир Меньшов) получает задание: вывести из строя стратегический объект (антенну) космической связи Вооружённых сил СССР, чтобы новейшая американская ракетная подлодка могла скрытно пройти в Индийский океан, избежав обнаружения советскими спутниками.
Мичман-пограничник Алексей Бахтеев (Андрей Ростоцкий), которому командир сторожевого корабля поручает ремонт дизельной установки погасшего маяка на берегу, ночью замечает приземление неизвестного парашютиста в высотном костюме на советскую территорию, следует за ним и по телефону сообщает в органы КГБ о нарушении государственной границы. Бахтеев получает приказ не задерживать диверсанта, а скрытно преследовать его, чтобы узнать цель диверсии. Брюстнер, опасаясь преследования, делает «петлю»: сначала достаёт билеты на самолёт и идёт на посадку, а затем возвращается на аэровокзал под предлогом потери бумажника. Там он достаёт из камеры хранения оружие, оставленное атташе по культуре Мартином, приехавшим на отдых. Бахтееву случайным образом мешают то таксисты, которым он не заплатил, то москвичка, которая подвозит его в аэропорт, а затем привлекает милицию, увидев пистолет у мичмана. Алексей слишком поздно распознаёт хитрость, на которую пошёл Брюстнер.
Диверсант, определив за собой слежку, отрывается от Бахтеева на грузовике, но тому вновь удаётся сесть ему на хвост. После продолжительной погони грузовик и машина мичмана попадают в аварию (её подстроил Брюстнер), но Брюстнеру все равно удаётся быстро добраться до места назначения. Бахтеев успевает предупредить КГБ через москвичку, которая всё это время ехала за ними. Агент подбирается к антенне комплекса и готовится повредить её выстрелами, но преследовавший его Бахтеев внезапно мешает ему. Брюстнер жестоко избивает Бахтеева и сбрасывает его в воду, но при этом теряет оружие. Пограничники задерживают диверсанта и судно поддержки. В финале в одном вертолёте летят закованный в наручники шпион и Бахтеев.

## В ролях
- Андрей Ростоцкий — Алексей Николаевич Бахтеев, мичман пограничного сторожевого корабля № 045
- Владимир Меньшов — Стив Брюстнер, капитан, агент ЦРУ
- Яна Друзь — Света, туристка из Москвы
- Леонид Кулагин — Анатолий Андреевич Кононов, полковник, начальник особого отдела Северо-западного пограничного округа ПВ КГБ
- Альгимантас Масюлис — Мартин, атташе по культуре, шпион
- Борис Химичев — Максвелл, сотрудник ЦРУ
- Юрий Смирнов — капитан катера-шпиона
- Паул Буткевич — командир пограничного сторожевого корабля № 045, капитан 3-го ранга
- Андрей Юренев — Шурик, таксист
- Павел Махотин — адмирал флота США (озвучивание — Кирилл Вац)
- Борис Хмельницкий — таксист-хулиган
- Александр Иншаков — таксист-хулиган
- Харий Швейц — смотритель маяка
- Николай Мерзликин — полковник, начальник пограничного отряда
- Юрий Гусев — генерал-лейтенант, командующий войсками Северо-западного пограничного округа
- Вячеслав Разбегаев — регулировщик на аэродроме (эпизод)
- Нийоле Лепешкайте — эпизод
- Валентина Асланова — врач, майор КГБ

## Съёмки
По сюжету фильма действия происходят в Прибалтике. Съёмки проводились там же, в Литовской ССР, в частности в аэропорту Каунаса, на железнодорожном вокзале Каунаса, в старой части города Каунаса, в дачном посёлке Качергине. Часть натурных съёмок производилась под Выборгом. В съёмках принимали участие пограничники частей Северо-Западного пограничного округа — 102-го Выборгского пограничного отряда, 2-й отдельной бригады пограничных сторожевых кораблей (г. Высоцк), 14-го отдельного авиационного полка (г. Петрозаводск). В съёмках принимал участие ПСКР-707 (проекта 205-П) 2-ОБСКР. В роли старпома снялся реальный командир корабля капитан-лейтенант Владимир Петрович Прозоров.